# All This Bad Blood
All This Bad Blood is de super-de-luxeversie van het debuut-studioalbum van de Britse band Bastille, Bad Blood. Het is een dubbel-cd, die op 25 november 2013 werd uitgebracht. De leadsingle van het album is Of the Night, een nummer dat eerder op het eerste mixtapealbum van de band stond.

## Samenstelling
Op de eerste cd staat de originele versie van Bad Blood (zonder de hidden track, Weight of Living, Pt. I (Albatross), die op cd 2 staat). Op de tweede cd staat een combinatie van B-kanten van singles, nummers van de Other People's Heartache-mixtapes en twee nieuwe nummers, die een voorproefje zijn van de richting die Bastille voor hun nieuwe album insloeg (en Dan Smith omschrijft als "donkerder en met meer gitaren").

## Citaat
All This Bad Blood feels like a complete representation of what we have done so far and what we’d like to do in the future. The first part allows us to properly release the tracks that we love and play live all the time but couldn't fit on our proper debut. The second part is a mini version of one of our mixtapes which weaves in a couple of new songs that show the extremes of where we're heading on our next album; one guitar-driven and the other way more electronic. All This Bad Blood voelt als een volledige weerspiegeling van wat we tot nu toe hebben gedaan, en wat we in de toekomst graag zouden doen. Het eerste deel laat ons toe om de tracks waar we van houden en die we altijd live spelen, maar die niet op ons album pasten, behoorlijk uit te brengen. Het tweede deel is een miniversie van een van onze mixtapes die vasthangt aan een paar nieuwe nummers die de extremen tonen waar we op ons volgende album naar op zoek zijn; één gedreven door gitaren en het andere veel elektronischer.
— Dan Smith over All This Bad Blood

## Tracks[1]
| 1.                 | Pompeii                    | 3:34 |
| 2.                 | Things We Lost in the Fire | 4:00 |
| 3.                 | Bad Blood                  | 3:32 |
| 4.                 | Overjoyed                  | 3:26 |
| 5.                 | These Streets              | 2:55 |
| 6.                 | Weight of Living, Pt. II   | 2:54 |
| 7.                 | Icarus                     | 3:45 |
| 8.                 | Oblivion                   | 3:16 |
| 9.                 | Flaws                      | 3:38 |
| 10.                | Daniel in the Den          | 3:08 |
| 11.                | Laura Palmer               | 3:06 |
| 12.                | Get Home                   | 3:11 |
| Totale duur: 38:25 |                            |      |

| 1.                 | Poet                                      | 2:45 |
| 2.                 | The Silence                               | 3:51 |
| 3.                 | Haunt (demo)                              | 2:52 |
| 4.                 | Weight of Living, Pt. I (Albatross)       | 3:26 |
| 5.                 | Sleepsong                                 | 3:41 |
| 6.                 | Durban Skies                              | 4:10 |
| 7.                 | Laughter Lines                            | 4:08 |
| 8.                 | Previously on Other People's Heartache... | 1:06 |
| 9.                 | Of the Night                              | 3:34 |
| 10.                | The Draw                                  | 3:14 |
| 11.                | What Would You Do?                        | 3:03 |
| 12.                | Skulls                                    | 4:11 |
| 13.                | Tuning Out...                             | 2:36 |
| Totale duur: 42:37 |                                           |      |